# Hem från Babylon
Hem från Babylon är en svensk dramafilm från 1941 i regi av Alf Sjöberg, efter Sigfrid Siwertz roman med samma namn från 1923.

## Om filmen
Filmen premiärvisades den 23 december 1941 på biograf Royal i Stockholm. Inspelningen av filmen skedde med ateljéfilmning vid Centrumateljéerna i Stockholm och med exteriörer från bland annat Mariefred och Hagaparken med Ekotemplet i Stockholm av Karl-Erik Alberts. Som förlaga har man författaren Sigfrid Siwertz roman Hem från Babylon, vars handling har förlängts i tiden fram till andra världskrigets förkrigsår. Sven Aage Larsen svarade för koreografin. 
Hem från Babylon har visats i SVT, bland annat i juli 2020.

## Roller i urval
- Gerd Hagman – Britta von Wendt, kassörska i Mariefred.
- Arnold Sjöstrand – Linus Treffenberg, ingenjör, utger sig för att vara John Bidencop.
- Georg Rydeberg – Cesar Lee, amerikan, föreståndare för nattklubben Bar Dufresne i Paris.
- Anders Henrikson – Sergej Nabocof, vitrysk läkare och professor, senare nattportier på L'Ancien Hôtel des Trois Graces.
- Irma Christenson – Marcelle, prostituerad.
- Olof Widgren – John Bidencop, köpman.
- Rune Carlsten – direktör Wigelius, chef för Brandstodsbolaget Sörmland, Brittas chef.
- Georg Funkquist – kamrer Hugo Bergenfeldt.
- Barbro Kollberg – Gunborg, Brittas väninna, Hugos fästmö.
- Frank Sundström – Marabou, student i Paris.
- Carl-Gunnar Wingård – borgmästaren i Mariefred, Gunborgs far.
- Gull Natorp – majorskan von Wendt, Brittas mor.
- Henrik Schildt – revoltledare i Manchuriet.
- Sven-Eric Gamble – kontorspojken i Mariefred.
- Carin Appelberg-Sandberg – Hilma Wigelius, direktör Wigelius fru.
- Karl Erik Flens – kamreren i Mariefred.
- Nils Dahlgren – en man utanför kallbadhuset i Mariefred.
- Marianne Lenard – Madame Cora.
- Michael Mansson – pojken med båten (filmdebut, ej krediterad).

## Musik i filmen
- Uti vår hage, kompositör Hugo Alfvén, framförs på piano av Gerd Hagman och Arnold Sjöstrand, sång Gerd Hagman
- Nocturne, kompositör Arthur Österwall, instrumental
- Fransk dragspelsvals, kompositör Pierre Colliander och Erik Frank, instrumental
- Jivin' the Drums, kompositör Sven Stiberg
- Inspiration of Swing, kompositör Miff Görling
- På tu man hand, kompositör Seymour Österwall, instrumental
- Marabous dans, kompositör Arthur Österwall, dans Frank Sundström
- Kväsarvalsen (En kvanting träder i salen in ), musikbearbetning Arthur Högstedt, text Arthur Högstedt och Emil Norlander
- Tänker du att jag förlorader är, instrumental
- Ein Sommernachtstraum. Hochzeitmarsch (En midsommarnattsdröm. Bröllopsmarsch, kompositör Felix Mendelssohn-Bartholdy, instrumental
- Let Me Go, kompositör Arthur Österwall
- Mr. Lee (Kan ni se vår Mr. Lee), kompositör Pierre Colliander, sång Arthur Österwall